# Байдени

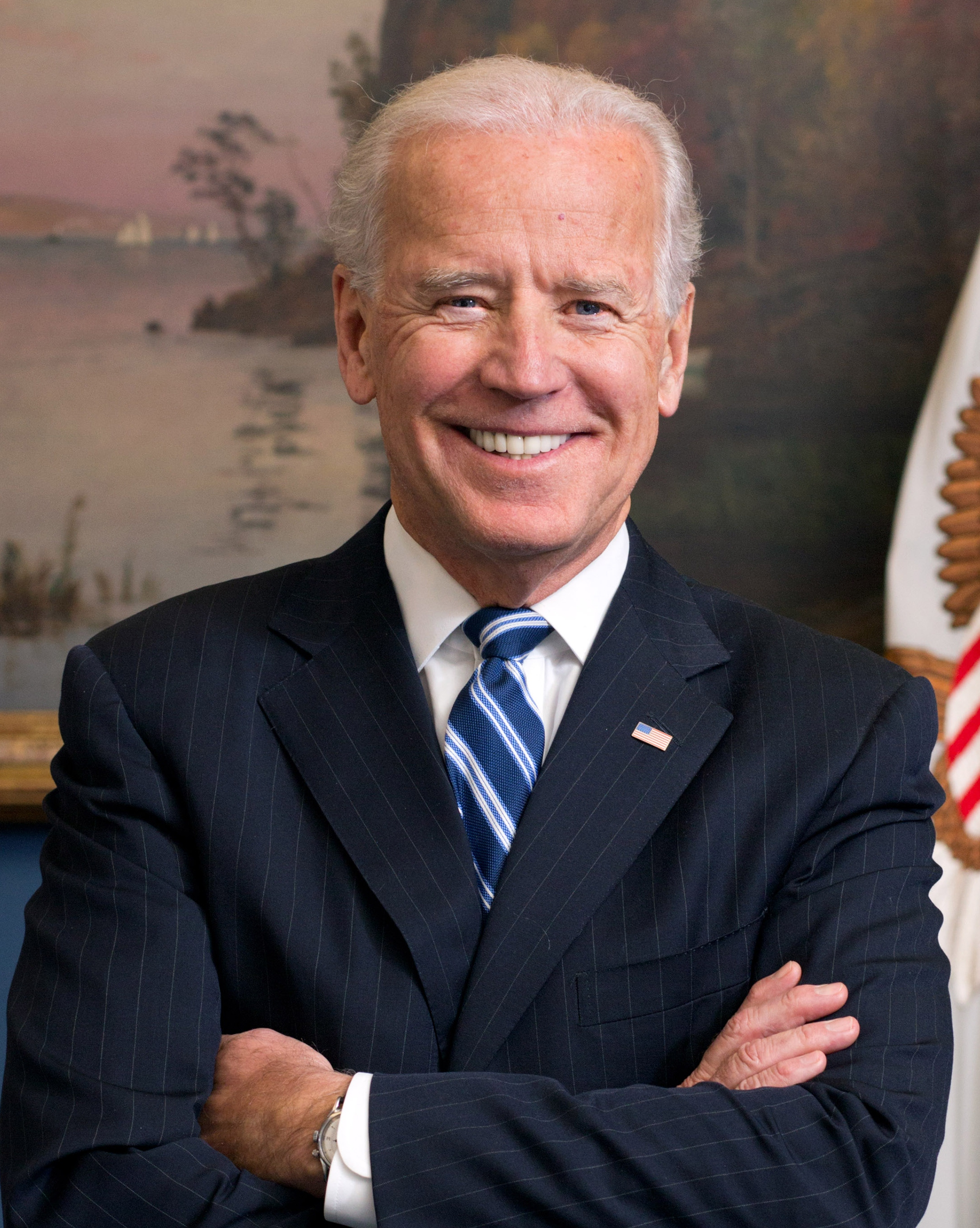
Джо Байден

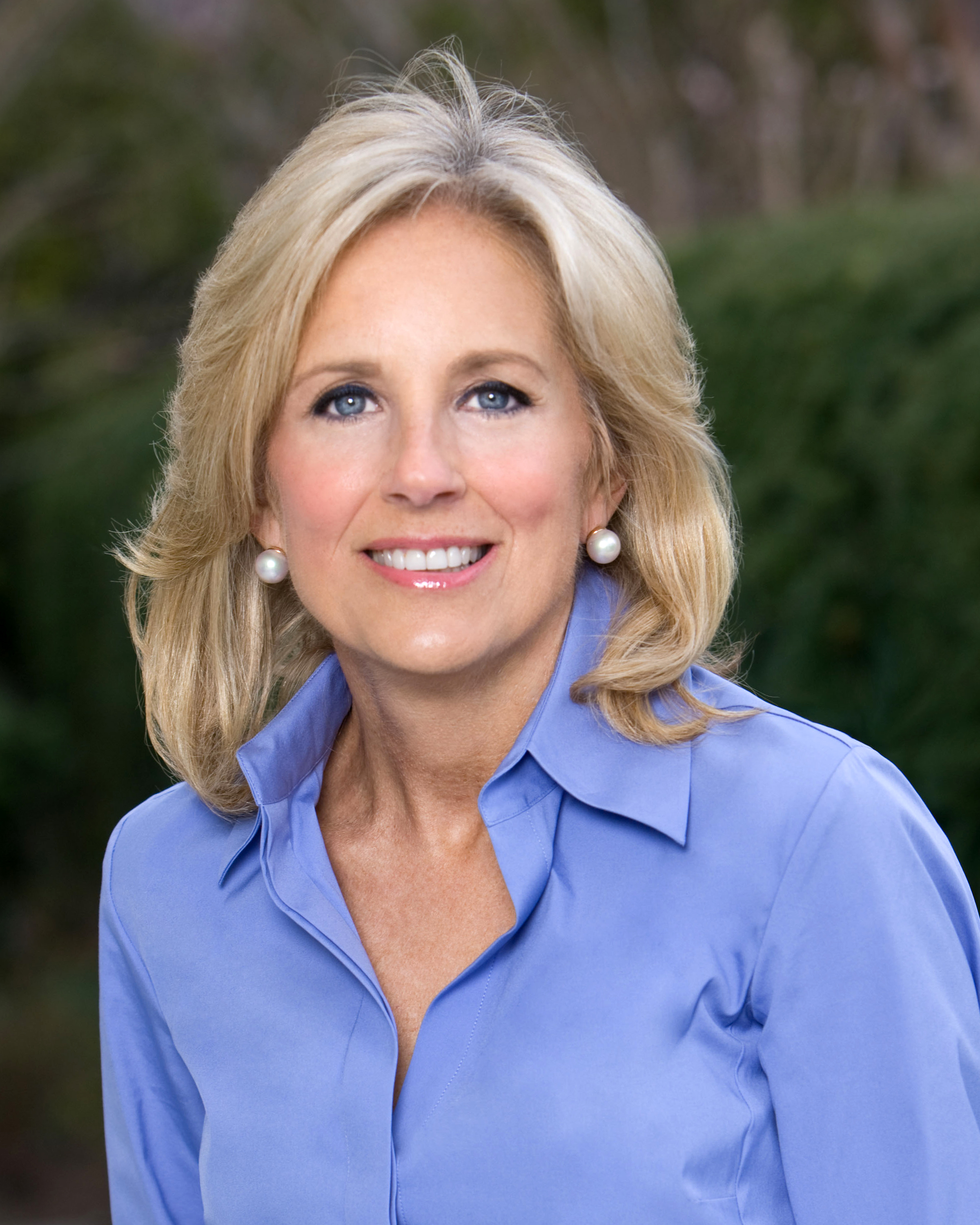
Джилл Байден

Байдени — американська політична родина, представником якої є екс-президент США Джо Байден. Батько Джо Байдена, Джозеф Робінетт Байден (1915—2002) заявляв про ірландське походження прізвища, але його твердження неможливо було перевірити. Вільям Байден (бл. 1790—1840) покинув Англію і оселився в штаті Меріленд, з яким Байдени досі пов'язані.
Відомі члени родини:
- Джо Байден (Джозеф Р. Байден-молодший) — 46-й президент США; 47-й віцепрезидент США (2009—2017) та колишній сенатор від штату Делавер (1973—2009).
- Бо Байден (Джозеф Р. Байден III) — колишній генеральний прокурор штату Делавер та син Джо Байдена (1969—2015).[4] Двоє дітей: Наталі та Гантер.

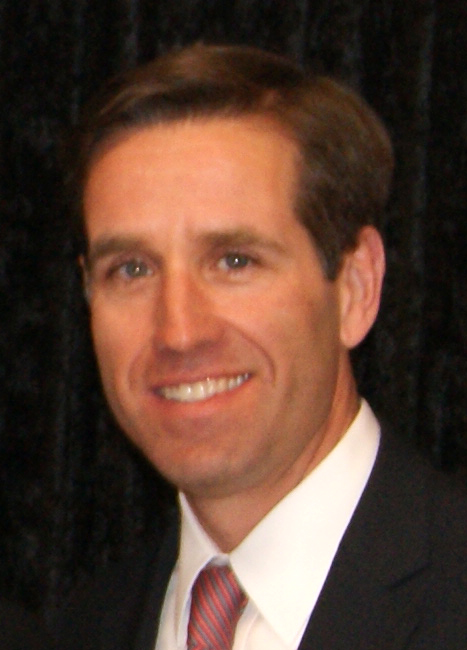
Бо Байден у 2013 році

- Гантер Байден (Robert Hunter Biden) — колишній підприємець і син Джо Байдена.[5] Має трьох дочок з першою дружиною Кетлін: Наомі, Фіннеган та Мейсі. Гантер — біологічний та законний батько четвертої дитини з Лунден Робертс.[6] З другою дружиною Мелісою Коен Байден має сина Бо.[7][8]
- Джилл Байден — перша леді США; колишня друга леді США; освітянка; друга дружина Джо Байдена.

- Нейлія Гантер Байден — перша дружина Джо Байдена.

Джо Байден одружився з Нелі Гантер у 1966 році, вони мали двох синів і дочку Наомі Крістіну. У грудні 1972 року, коли Джо Байден був обраним сенатором, Нелі з дітьми потрапили в автокатастрофу, внаслідок якої мати з дочкою загинули. Джо Байден вдруге одружився з Джилл у 1977 році, у шлюбі народилась донька Ешлі. В травні 2015 року його син Бо помер від раку мозку.